# دخيل صيني
الدخيل الصيني (السينِسم، من sin(icus)_-ism) هو كل لفظ دخيل أو معنى أخذته عن الصينية اللغات الأخرى.
الدخيل الصيني في العربية قليل قياسا بغيره من الأجنبي، وأكثره دخيل دولي.